# Bouchain
 Bouchain  es una población y comuna francesa, en la región de Norte-Paso de Calais, departamento de Norte, en el distrito de Valenciennes y cantón de Buchain.

## Historia
Parte de los Países Bajos de los Habsburgo, fue conquistada por las tropas francesas en mayo de 1676, confirmando su dominio mediante los Tratados de Nimega.
A principios del siglo XVIII, durante la guerra de sucesión española, sufrió dos asedios en 1711 y 1712.

## Demografía
| 3505 | 3916 | 4826 | 4543 | 4317 | 4282 |
| Para los censos de 1962 a 1999 la población legal corresponde a la población sin duplicidades (Fuente: INSEE [Consultar]) |      |      |      |      |      |